# Брюкселско зеле
Брюкселското зеле (Brassica oleracea var. gemmifera) е разновидност на зелевия вид Brassica oleracea от семейство Кръстоцветни и се отглежда за консумация на пъпките.
Зелевите пъпки, около 2,5 – 4 см в диаметър, наподобяват миниатюрни зелки. Брюкселско зеле е отдавна популярно в Брюксел, Белгия, и може би произхожда и получава името си там. Първото писмено свидетелство за брюкселското зеле датира от 1587 г.
Брюкселското зеле съдържа високи нива на витамин C и витамин K.